# 布拉霍達特內 (卡霍夫卡區)
46°22′11″N 33°25′49″E / 46.36972°N 33.43028°E
布拉霍達特内（烏克蘭語：Благодатне）是位於烏克蘭南部的村莊，由赫爾松州卡霍夫卡區的恰普林卡市鎮負責管轄。該村始建於1935年，面積10平方公里，海拔高度24米，2001年人口158，人口密度每平方公里15.8人。